# Amigo Spiele
AMIGO Spiel + Freizeit (generalmente abbreviata in Amigo o Amigo Spiele) è una casa editrice tedesca di giochi da tavolo e giochi di carte con sede a Dietzenbach nell'Assia, fondata nel 1980.
Ha iniziato con la pubblicazione di giochi di carte espandendosi poi in altri tipi di giochi, pubblicando sia giochi da tavolo che giochi di ruolo.
Nel 1999 ha acquisito la licenza per la distribuzione di prodotti della TSR in Germania, Austria e Svizzera. Dal 2001 ha pubblicato l'edizione in tedesco di Dungeons & Dragons e dal 2004 l'edizione 3.5.

## Principali giochi pubblicati
i principali giochi pubblicati da Amigo:
- 1975 - Ogallala, di Rudi Hoffmann;
- 1976 - UNO, di Thomas Pauli;
- 1983 - Rage;
- 1986 - SOLO, di Thomas Pauli: variante di UNO;
- 1990 - Zatre, di Manfred Schuling;
- 1991 - Halli Galli, di Haim Shafir;
- 1993 - Sticheln, di Klaus Palesch;
- 1994 - 6 nimmt!, di Wolfgang Kramer;
- 1995 - Mü & mehr, di Doris Matthäus e Frank Nestel;
- 1996
  - Der Große Dalmuti, di Richard Garfield: edizione tedesca di The Great Dalmuti, gioco pubblicato nel 1995 dalla Wizards of the Coast
  - Wizard, di Ken Fisher: edizione tedesca del gioco di carte pubblicato nel 1984;
- 1997 - Semenza (Bohnanza), di Uwe Rosenberg;
- 1998
  - Elfenland, di Alan R. Moon;
  - Hornochsen!, di Wolfgang Kramer;
- 1999
  - Café International, di Rudi Hoffmann, versione graficamente riveduta dell'edizione originale della Mattel del 1989;
  - Diskwars (Disk Wars), di Tom Jolly e Christian T. Petersen: edizione tedesca del gioco della Fantasy Flight Games;
  - Robo Rally, di Richard Garfield: edizione tedesca del gioco da tavolo pubblicato nel 1994 dalla Wizards of the Coast;
- 2001
  - Dungeons & Dragons: Edizione tedesca dell'edizione 3.0 e 3.5;
  - Heimlich & Co., di Wolfgang Kramer;
- 2002 - Guillotine, di Paul Peterson: edizione tedesca del gioco pubblicato nel 1998 dalla Wizards of the Coast;
- 2003 - Fluxx, di Andrew Looney; edizione tedesca dell'omonimo gioco inglese pubblicato nel 1996 dalla Looney Labs;
- 2004
  - Privacy, di Reinhard Staupe;
  - Razzia!, di Michael Menzel;
  - Saboteur, di Frédéric Moyersoen;
- 2009 - Atlantis, di Leo Colovini;
- 2018 - L.A.M.A., di Reiner Knizia.

## Premi e riconoscimenti

### Spiel des Jahres
Il prestigioso premio Spiel des Jahres è stato vinto con:
- 1998 - Elfenland, di Alan R. Moon

### Deutscher Spiele Preis
Il premio Deutscher Spiele Preis (Premio Tedesco per i Giochi) è stato vinto con:
- 1994 - 6 nimmt!, di Wolfgang Kramer;

### Premio À la Carte
Il premio À la Carte dato al miglior gioco di carte dell'anno in Germania è stato vinto con:
- 1992 - Pirat, di Reiner Knizia;
- 1993 - Sticheln, di Klaus Palesch;
- 1994 - 6 nimmt!, di Wolfgang Kramer;
- 1997 - Semenza (Bohnanza), di Uwe Rosenberg;